# Michael Kelly (színművész)
Michael Kelly (Philadelphia, 1969. május 22. –) amerikai televíziós és filmszínész.
Ismertebb alakítása volt Doug Stamper 2013 és 2018 között a Kártyavár című drámasorozatban.

## Magánélete
New York Cityben él, nős, két gyermek édesapja.

## Filmográfia
| Év   | Magyar cím                     | Eredeti cím                      | Szerep                | Magyar hang         |
| ---- | ------------------------------ | -------------------------------- | --------------------- | ------------------- |
| 1998 | Tóparti víkend                 | Origin of the Species            | Fisher                |                     |
| 1998 | Véres folyó                    | River Red                        | Frankie               |                     |
| 1999 | Ember a Holdon                 | Man on the Moon                  | Michael Kaufman       |                     |
| 2000 | A sebezhetetlen                | Unbreakable                      | Dr. Dubin             | Németh Gábor        |
| 2004 | Holtak hajnala                 | Dawn of the Dead                 | Epres Attila          |                     |
| 2005 | Carlito útja: A felemelkedés   | Carlito's Way: Rise to Power     | Rocco                 | Fesztbaum Béla      |
| 2005 |                                | Loggerheads                      | George                |                     |
| 2006 | Legyőzhetetlen                 | Invincible                       | Pete                  | Fekete Ernő         |
| 2007 | Tört angolsággal               | Broken English                   | fickó                 |                     |
| 2007 |                                | Zoe's Day                        | apa                   |                     |
| 2007 | Fog és köröm                   | Tooth and Nail                   | Viper                 | Tokaji Csaba        |
| 2008 | Elcserélt életek               | Changeling                       | Lester Ybarra nyomozó | Fesztbaum Béla      |
| 2008 | Brooklyn arcai                 | The Narrows                      | Danny                 |                     |
| 2009 | Halálos gyengédség             | Tenderness                       | Gary                  | Széles Tamás        |
| 2009 | Defendor – A Véderő            | Defendor                         | Paul Carter           | Schneider Zoltán    |
| 2009 | Törvénytisztelő polgár         | Law Abiding Citizen              | Bray                  |                     |
| 2009 |                                | The Afterlight                   | Andrew                |                     |
| 2009 | Hova lettek Morganék?          | Did You Hear About the Morgans?  | Vincent               | Zámbori Soma        |
| 2010 | Államtrükkök                   | Fair Game                        | Jack                  | Szabó Máté          |
| 2011 | Sorsügynökség                  | The Adjustment Bureau            | Charlie Traynor       | Barabás Kiss Zoltán |
| 2012 | Az erő krónikája               | Chronicle                        | Richard Detmer        |                     |
| 2013 | Szemfényvesztők                | Now You See Me                   | Fuller ügynök         | Lux Ádám            |
| 2013 | Az acélember                   | Man of Steel                     | Steve Lombard         | Kerekes József      |
| 2015 | Everest                        | Everest                          | Jon Krakauer          | Jakab Csaba         |
| 2015 | Szemekbe zárt titkok           | Secret in Their Eyes             | Reginald Siefert      | Forgács Péter       |
| 2016 |                                | Viral                            | Michael Drakeford     |                     |
| 2018 |                                | All Square                       | John Zbikowski        |                     |
| 2021 | Halálos harcmező               | Outside the Wire                 | Eckhart               | Jakab Csaba         |
| 2023 | Transformers: A fenevadak kora | Transformers: Rise of the Beasts | cameo]])              |                     |
| 2024 |                                | Rob Peace                        | Edwin Leahy           |                     |
| 2025 | Mindig eljön az éj             | Night Always Comes               | Tommy                 | Rajkai Zoltán       |

### Televízió
| Év        | Magyar cím                               | Eredeti cím                       | Szerep                       | Megjegyzések                                                  |
| --------- | ---------------------------------------- | --------------------------------- | ---------------------------- | ------------------------------------------------------------- |
| 1994      |                                          | Lifestories: Families in Crisis   | edzőterem vezetője           | 1 epizód                                                      |
| 2000–2006 | Esküdt ellenségek: Különleges ügyosztály | Law & Order: Special Victims Unit | Barry / Mark / Luke Dixon    | 3 epizód                                                      |
| 2000–2008 |                                          | Level 9                           | Wilbert 'Tibbs' Thibodeaux   | 13 epizód                                                     |
| 2001      | Harmadik műszak                          | Third Watch                       | Chip Waller                  | 1 epizód                                                      |
| 2002      | The Shield – Kemény zsaruk               | The Shield                        | Sean Taylor                  | 1 epizód                                                      |
| 2002–2008 | Esküdt ellenségek                        | Law & Order                       | Douglas Karell / Gary Talbot | 2 epizód                                                      |
| 2003      | Amynek ítélve                            | Judging Amy                       | Jack Barrett                 | 1 epizód                                                      |
| 2003      |                                          | E.D.N.Y.                          | Anderson                     | eladatlan próbaepizód                                         |
| 2004      |                                          | The Jury                          | Keen Dwyer                   | 1 epizód                                                      |
| 2005      | Kojak                                    | Kojak                             | Bobby Crocker nyomozó        | 9 epizód                                                      |
| 2006–2007 | Maffiózók                                | The Sopranos                      | Ron Goddard ügynök           | 6 epizód                                                      |
| 2007      | CSI: Miami helyszínelők                  | CSI: Miami                        | Lucas Wade                   | 1 epizód                                                      |
| 2008      | Gyilkos megszállás                       | Generation Kill                   | Bryan Patterson százados     | 7 epizód                                                      |
| 2008      | A rejtély                                | Fringe                            | John Mosley                  | 1 epizód                                                      |
| 2009      |                                          | Washingtonienne                   | Paul Movius                  | eladatlan próbaepizód                                         |
| 2010      | Gyilkos elmék                            | Criminal Minds                    | Jonathan "Prophet" Sims      | 1 epizód                                                      |
| 2011      | Esküdt ellenségek: Bűnös szándék         | Law & Order: Criminal Intent      | Terrence Brooks              | 1 epizód                                                      |
| 2011      | Gyilkos elmék: Alapos gyanú              | Criminal Minds: Suspect Behavior  | Jonathan "Prophet" Sims      | 13 epizód                                                     |
| 2011      | A férjem védelmében                      | The Good Wife                     | Mickey Gunn                  | 2 epizód                                                      |
| 2011–2013 | A célszemély                             | Person of Interest                | Mark Snow                    | 7 epizód                                                      |
| 2013–2018 | Kártyavár                                | House of Cards                    | Douglas "Doug" Stamper       | - 73 epizód - magyar hangja: - Laklóth Aladár                 |
| 2016      | Fekete tükör                             | Black Mirror                      | Arquette                     | - 1 epizód (A csótányirtók) - magyar hangja: - Laklóth Aladár |
| 2017      | Tabu                                     | Taboo                             | Dr. Edgar Dumbarton          | - 7 epizód - magyar hangja: - Hevér Gábor                     |
| 2017      | Hosszú út hazáig                         | The Long Road Home                | Gary Volesky                 | minisorozat (6 epizód)                                        |
| 2019–2023 | Jack Ryan                                | Jack Ryan                         | Mike November                | főszereplő                                                    |
| 2020      |                                          | The Comey Rule                    | Andrew McCabe                | minisorozat (2 epizód)                                        |
| 2022–2023 | Pantheon                                 | Pantheon                          | több szereplő hangja         | 7 epizód                                                      |
| 2023–     | Special Ops: Lioness                     | Special Ops: Lioness              | Byron Westfield              | - főszereplő - magyar hangja: - Kerekes József                |
| 2024      | Pingvin                                  | The Penguin                       | Johnny Viti                  | - minisorozat (5 epizód) - magyar hangja: - Kerekes József    |